# Platynereis dumerilii
Platynereis dumerilii är en ringmaskart som först beskrevs av Jean Victor Audouin och Milne Edwards 1833.  Platynereis dumerilii ingår i släktet Platynereis och familjen Nereididae. Arten är reproducerande i Sverige.

## Underarter
Arten delas in i följande underarter:
- P. d. comata
- P. d. ocellata
- P. d. antipoda